# Populierenlaan in de herfst
Populierenlaan in de herfst is een schilderij van de Nederlandse kunstschilder Vincent van Gogh, in olieverf op doek, 99 bij 65,7 centimeter groot. Het werd geschilderd in oktober 1884 te Nuenen en toont een populierenlaan in de herfst met aan het einde een huis. Het werk bevindt zich in het Van Gogh Museum te Amsterdam.
De herfst was het favoriete seizoen van Van Gogh om te schilderen. Hij schreef over het werk in een brief aan zijn broer Theo van Gogh gedateerd op (of rond) 25 oktober 1884: 

Het laatst wat ik gemaakt heb is een nog al groote studie van een populierenlaan met de geele herfstblaren, waar de zon hier en daar schitterende plekken maakt op de afgevallen blaren op den grond, die afgewisseld worden door de lange slagschaduwen der stammen. Aan ’t eind van den weg een boerenhuisje en de blaauwe lucht er boven tusschen de herfstblaren door.